# 大池文雄
大池 文雄（おおいけ ふみお、1928年 - ）は、日本の実業家、マルクス主義者。
長野県小諸市生まれ。1947年旧制水戸高等学校文科甲類入学、梅本克己に師事。同校中退後、日本共産党水戸市委員長、同国際派全国委員会委員、同国際派・所感派統一後茨城県常任委員。1956年のハンガリー事件をめぐり中央と対立、58年同党除名。一方で、新茨城タイムス社、出版社論争社、日本ソノサービスセンター、太陽グリーンランド、裾野カンツリー倶楽部等を設立する。2005年事業から引退。同人誌『丁卯』主宰。

## 著書
- 『日本の覚醒 前進回帰のとき来たる』日本ソノサービスセンター 1967
- 『奴隷の死 大池文雄著作集1954-61』小島亮編 ぺりかん社 1988
- 『オーナーが語るゴルフ場の話』風濤社 1999
- 『私の畸人録』ぺりかん社 2008
- 『水戸コミュニストの系譜』ぺりかん社 2009
- 『ただ限りなく発見者　大池文雄著作集』小島亮編　風媒社 2016
- 『『批評』復刻版 大池文雄著作集付録』風媒社 2016